# Double Dutchess
Double Dutchess è il secondo album in studio della cantante statunitense Fergie, pubblicato il 22 settembre 2017.

## Antefatti
Dopo aver partecipato a due tour mondiali con i The Black Eyed Peas dal 2009 al 2011, Fergie aveva deciso di prendersi una pausa dal gruppo per concentrarsi sulla sua carriera da solista, aggiungendo che aveva iniziato a scrivere per il suo secondo album in studio ma voleva fare le cose con calma. Ha fatto il suo ritorno come artista solista con la canzone A Little Party Never Killed Nobody (All We Got), che è stata inclusa nella colonna sonora del film di Baz Luhrmann Il grande Gatsby del 2013. In collaborazione con i rapper Q-Tip e GoonRock, ha riscontrato un buon successo commerciale. Nell’agosto 2013, Fergie ha dato alla luce il suo primo figlio con il marito Josh Duhamel, Axl Jack. Ciò è stato seguito dall’annuncio che la cantante era nelle fasi iniziali della registrazione del suo album nel gennaio 2014, in programma per un rilascio ad inizio 2015. Aveva dichiarato in un'intervista al conduttore radiofonico Ryan Seacrest che will.i.am avrebbe gestito la produzione.

## Produzione
Fergie voleva avere il controllo creativo sull’album, co-producendo 12 tracce su 13 e co-scrivendole tutte. Dopo aver ricevuto un moderato successo e reazioni miste a L.A. Love (La La), il lavoro sull’album continuava, con Mike Will Made It, RoccStar e Philip "Hardwork" Constable coinvolti. Riguardo al sound dell’album, RoccStar aveva dichiarato che era simile al primo album ma con influenze di Rihanna. Charlie Puth ha rivelato di aver lavorato con Fergie in una canzone che ha definito come una versione del 2015 di My Humps ma non è rientrata nella versione finale. Nonostante i precedenti annunci, la cantante aveva annunciato nel giugno 2015 che stava ancora dando gli ultimi ritocchi all'album e si era trasferita da casa sua per farlo senza alcuna interruzione.  Aveva infatti trascorso un po’ di tempo nel complesso residenziale dei Morning View Studios, situato all'interno di una villa in una tenuta a Malibu, lo stesso luogo in cui alcune parti del suo primo album erano state registrate circa nove anni prima.
Nel gennaio 2016, un video di ballerini che ballavano su Like It Is Not Nuttin è emerso online insieme a una parte del video, suggerendo che la traccia sarebbe potuta essere il nuovo singolo del disco. Un mese dopo, era stata trapelata una demo per la canzone.  Nel frattempo, il marito di Fergie, Josh Duhamel, aveva dichiarato in un'intervista che l'album sarebbe stato intitolato Double Dutchess e sarebbe probabilmente uscito nel marzo dello stesso anno. A quel punto, a causa della frustrazione generale, aveva deciso di fare un video per ogni canzone per compensare i tanti rimandi. Fergie ha rivelato che era andata per Parigi e Londra per girare le foto per l'album e aveva girato diversi video in concomitanza con il lancio. Uno dei registi di questi video è stato Ben Mor, che aveva lavorato con la cantante in precedenza per I Gotta Feeling e Don’t Stop the Party.
Un nuovo teaser intitolato "Hungry (1st Byte)" era stato caricato sul canale VEVO di Fergie il 9 giugno 2016, seguito da "Hungry (2nd Byte)" il 22 giugno, che aveva anche confermato il titolo dell'album. Qualche giorno dopo è stato ufficialmente annunciato che sarebbe stata rilasciata una nuova canzone intitolata M.I.L.F.$  prodotta da Polow Da Don; è stata infatti pubblicata il 1 luglio 2016. Fergie è stata ispirata a scrivere la canzone dopo essere diventata madre. L'11 novembre 2016 Fergie ha rilasciato il terzo singolo dal disco, Life Goes On. In un Q&A su Facebook, Fergie ha annunciato che l'album doveva essere rilasciato a gennaio 2017, ma era stato rinviato al primo trimestre del 2017.  Durante la chat dal vivo, ha dichiarato: "Ho messo sangue, sudore e lacrime in questo album e ci sono cose personali, ci sono cose pop, cose hip-hop, roba del passato - cose reggae, R&B, ballate, divertimento, sciocchezze, tutto quanto.
A maggio 2017, è stato annunciato che Fergie si era separata, con decisione reciproca, dall’etichetta Interscope e avrebbe lanciato la Dutchess Music, come parte di una partnership globale con BMG, portando il suo catalogo insieme a lei. Annunciando la firma, Jon Cohen, vice presidente esecutivo dell'etichetta, ha dichiarato: «Quello che Fergie ha creato con Double Dutchess è così inventivo che la rinventa come artista. La sua prolifica produzione ha già reso la nostra collaborazione uno dei miei momenti più emozionanti con BMG e non vediamo l'ora che esca». A luglio, una versione incompleta dell'intero album è trapelata su internet dopo che le canzoni sono state accidentalmente caricate in un database di BMG nel bel mezzo della transizione all'etichetta. Il 5 agosto Fergie si è rivolta ai social media per rispondere a quanto accaduto, condividendo un misterioso teaser con le parole "Exposed, but not fully." L'album è stato reso disponibile per il pre-ordine dal 25 agosto 2017 ed è stato rilasciato il 22 settembre.

## Titolo e copertina
Il titolo dell’album Double Dutchess è un riferimento al primo album in studio della cantante, The Dutchess, venendo spesso descritto come una sua seconda parte, anche se Fergie ha rivelato che si riferisce anche a: «la dualità della mia personalità, il buio e la luce, il duro e il morbido, la ragazza con la maschera con tutti i fronzoli e tutto il resto, e poi togliendo quella maschera e vedendo cosa c'è sotto tutto questo». La copertina dell'album è stata scattata da Mert e Marcus a Londra e stilizzata da Carine Roitfeld. Giovanni Bianco, che ha collaborato con Madonna nel suo The MDNA Tour del 2012, ha diretto la direzione artistica. La copertina esclusiva di Target ha uno sfondo rosso, a differenza di quello totalmente in bianco e nero del disco originale.

## Musica e testi
Registrando il disco, Fergie è stata influenzata da Amy Winehouse, Jhené Aiko, Ed Sheeran, Robert Plant, Guns N 'Roses e artisti rap old school. Double Dutchess è un album prevalentemente pop che affronta un ampio spettro di suoni, passando dalle influenze hip-hop, R&B al jazz, dalle vibrazioni reggae a quelle alternative rock degli anni 80. La cantante ha inoltre spiegato il mix e perché si è rifiutata di attenersi a un solo genere o di seguire le attuali tendenze musicali: «Per me è tutto organico. Non riesco a pubblicare un album con un solo stile musicale, solo quello che è "in voga". Mi sentirei un’imbrogliona». Dopo aver dato alla luce il primo figlio Axl Jack nell’agosto 2013, Fergie si sentiva molto materna, lontana dal personaggio da tomboy che il pubblico aveva conosciuto con i The Black Eyed Peas e il suo primo disco solista. Accredita Giovanni Bianco come colui che l'ha aiutata a tornare in contatto con l'artista che era allora, spingendola a «tirar fuori il lato più duro di sé».
Dal punto di vista dei testi, l'album tocca una varietà di temi empowerment, emotivi e divertenti, come la maternità, la forza interiore, le relazioni e la sua ex dipendenza da metamfetamina. In un'intervista per Entertainment Weekly, Fergie ha spiegato: «C'erano un sacco di cose emotive che avevo bisogno di ripulire da dentro di me, ho davvero aperto il mio cuore a questo album». Anche se si è separata dal marito Josh Duhamel in mezzo al processo di sviluppo del disco e molte canzoni hanno testi drammatici sull'amore, Fergie ha insistito sul fatto che le canzoni sono «su molte relazioni diverse, alcune romantiche, altre no», continuando a dire «È un po' come un album di foto degli ultimi anni della mia vita».
Fergie ha dedicato la canzone Enchanté (Carine) a Carine Roitfeld, con la quale ha lavorato a lungo per la grafica dell’album per avvicinarsi a un lato più sensuale e più morbido di sé. «È una leggenda: sa quello che vuole, è molto orientata ai dettagli, che adoro. [...] Mi insegnerebbe queste piccole cose eleganti e parlerà di Brigitte Bardot e così via». Il cantante ha portato a casa una demo della canzone e mentre la riproduceva, suo figlio cantava il ritornello francese. Fergie aveva iniziato immediatamente a seguirlo con il suo telefono segretamente sul registratore fino ad ottenere una versione accettabile, che è poi finita nella versione finale della traccia.
Nel testo di A Little Work, la canzone più potente dell'album secondo Fergie, canta «Sto per aprirla e mostrare al mondo cosa c'è», e la cantante sul verso ha detto: «Non è sempre tutto carino. Ci sono risate, c'è pianto, c'è rabbia, c'è una grande felicità, c'è flirtare, ci si diverte. [L'album] comprende davvero me e il puzzle completo che costituisce il disadattato che sono, che non rientra in nessuna categoria».
Fergie ha descritto le sessioni di scrittura come un processo terapeutico, dicendo: «Vorrei solo dire che è necessario avere una terapia da qualche parte, ed essere in grado di esprimere i propri pensieri e sentimenti, e per me, è con carta e penna, ed è sempre stato così e mi piace il tutto questo, quindi mi piace entrarci e creare il modo più drammatico per esprimere i miei sentimenti».

## Singoli
L.A. Love (La La) è stato rilasciato come singolo apripista il 29 settembre 2014. Un remix della canzone con il rapper Compton YG è stato rilasciato un mese dopo ed è stato incluso nell'album come la versione principale della canzone. Ha raggiunto la ventisettesima posizione nella Billboard Hot 100. M.I.L.F. $ è stato rilasciato come secondo singolo dall'album nel luglio 2016. Ha raggiunto il numero trentaquattro su Billboard Hot 100. Life Goes On è stato rilasciato a novembre dello stesso anno, raggiungendo il numero trentanove nella Mainstream Top 40. Il quarto singolo dell'album, You Already Know, in collaborazione con Nicki Minaj, è stato reso disponibile per l'acquisto il 25 agosto 2017. È stato inviato alle radio il 12 settembre 2017. Il 24 ottobre 2017, Fergie ha eseguito A Little Work su The Talk, in seguito, la canzone è stata annunciata come il quinto singolo nordamericano dell'album su Beats 1.
Hungry, in collaborazione con Rick Ross, è stato rilasciato il 25 agosto come singolo promozionale.

## Double Dutchess: Seeing Double
I video delle canzoni dell'album sono stati riuniti in un film intitolato Double Dutchess: Seeing Double, presentato in anteprima esclusivamente ai iPic Theatres negli Stati Uniti, come evento di una sola serata, il 20 settembre 2017. L'evento comprendeva un servizio Q&A speciale registrato in precedenza con Fergie per un totale di 100 minuti, e ogni acquisto di biglietti includeva anche un download digitale esclusivo dell'album. La durata di Double Dutchess: Seeing Double è di 62 minuti e 51 secondi. In Canada, il film è stato presentato in anteprima simultaneamente su Much e MTV il 22 settembre 2017.
Il film presenta segmenti diretti da Bruno Ilogti, Alek Keshishian, Rich Lee, Ben Mor, Chris Marrs Piliero, Fatima Robinson, Colin Tilley, Nina McNeely, Chris Ullens e Jonas Åkerlund. Ci sono presenze di Jay Hernandez, Mark Vanderloo, Kendall Jenner e molte altre celebrità. Nel video di Like it is not nuttin, Fergie indossa un abito di Dean e Dan Caten, della collezione 2015 di Dsquared2. In Save It Til Morning indossa un vestito aderente scintillante di Tom Ford. In Love is Pain il cantante è in piedi su un piedistallo con un abito di pizzo di Francesco Scognamiglio. Lo styling è stato curato da Carine Roitfeld, guidata dalla direzione artistica di Giovanni Bianco.

## Accoglienza
| Recensione     | Giudizio |
| -------------- | -------- |
| ABC News       |          |
| The Guardian   |          |
| Slant Magazine |          |

Double Dutchess ha ricevuto recensioni miste dalla critica. Su Metacritic, l'album ha ricevuto un punteggio medio di 53 su 100, basato su 4 recensioni. Allan Raible di ABC News ha dichiarato nella sua recensione: «È una modella con un nuovo album divertente», aggiungendo: «Per conto suo, Fergie rimane un artista versatile ed eccitante, consolidando ulteriormente il suo ruolo di intrattenitrice, ma per lo meno fornisce un album divertente». Alexa Camp di Slant Magazine ha affermato nella sua recensione: «Dal punto di vista dei testi, le canzoni dell'album dipendono fortemente da spacconi hip-hop trionfanti. M.I.L.F.$ è una traccia adatta ai party che trova Fergie che scaglia rapidi versi sulle dimensioni del suo conto in banca e la sua presunta capacità di gestire il club. Al contrario, brani come Just Like You e A Little Work trovano un punto felice tra duro e morbido, con ritmi pesanti, hook pop melodici e testi che mirano a potenziare piuttosto che vantare. Una manciata di canzoni dal sapore caraibico, tra cui Enchanté (Carine) e Love Is Blind, elevano ulteriormente Double Dutchess, conferendo un tocco nuovo e moderno a quello che troppo spesso sembra un vecchio ritmo». The Guardian ha dichiarato: «Double Dutchess è divertente e gloriosamente sicuro, cementando il ruolo di Fergie nel pop».

## Tracce
1. Hungry (feat. Rick Ross) – 3:23 (Fergie Duhamel, Lisa Gerrard, Brendan Perry, William Roberts)
2. Like It Ain't Nuttin' – 3:45 (Fergie Duhamel, William Adams, Damien LeRoy, Kirk Robinson, Roy Hammond)
3. You Already Know (Interlude Version) (feat. Nicki Minaj) – 6:28 (Fergie Duhamel, William Adams, Onika Tanya Maraj, James Brown, Antonio Hardy)
4. Just Like You – 3:52 (Fergie Duhamel, Leon "Roccstar" Youngblood, Steve Franks, Taylor Parks)
5. A Little Work – 4:05 (Fergie Duhamel, Lukasz Gottwald, Theron Thomas, Timothy Thomas, Henry Walter)
6. Life Goes On – 4:26 (Fergie Duhamel, Toby Gad, Tristan Prettyman, Keith Harris, George Pajon Jr.)
7. M.I.L.F. $ – 2:42 (Fergie Duhamel, Jamal Jones, Jocelyn Donald, Webster Gradney, Jeremy Allen, Torence Hatch, Melvin Vernell)
8. Save It Til Morning – 4:09 (Fergie Duhamel, Toby Gad)
9. Enchanté (Carine) (feat. Axl Jack) – 4:27 (Fergie Duhamel, Tal Meltzer, Philip Patterson, David Riff)
10. Tension – 3:23 (Fergie Duhamel, Justin Tranter, Diana Gordon, Alessandro Lindblad)
11. L.A. Love (La La) (feat. YG) – 3:31 (Fergie Duhamel, Dijon "Mustard" McFarlane, Shomari Wilson, Royce Thomas, Theron Thomas, Keenon Daequan Ray Jackson)
12. Love Is Blind – 5:34 (Fergie Duhamel, Philip "DJ Hardwerk" Constable, Alvin Ranglin)
13. Love Is Pain – 7:09 (Fergie Duhamel, Toby Gad)

Tracce bonus nell'edizione deluxe
1. Diddy Zone – 3:14 (Fergie Duhamel, Philip "DJ Hardwerk" Constable, Sean "The Pen" Garrett)
2. Kleopatra – 3:11 (Fergie Duhamel, Leon "Roccstar" Youngblood, Tariq Bright, Kris Stevens, Toney Martinez, Adam Kapit, Yacoub Elias Kawaja)

## Successo commerciale
Double Dutchess non è riuscito a replicare il successo commerciale del suo predecessore.  Ha debuttato ben al di sotto delle aspettative nella Billboard 200 alla diciannovesima posizione vendendo nella prima settimana 20.870 unità (15.507 copie pure). Nella sua seconda settimana, è sceso alla centotrentunesima posIzione con 3,572 copie. La settimana successiva è uscito dalla classifica, vendendo solo 1,697. L’album ha venduto solo 110.000 copie in tutto il mondo.

## Classifiche
| Classifiche (2017) | Posizione massima |
| ------------------ | ----------------- |
| Australia          | 39                |
| Belgio (Fiandre)   | 120               |
| Belgio (Vallonia)  | 94                |
| Canada             | 23                |
| Francia            | 175               |
| Germania           | 65                |
| Paesi Bassi        | 118               |
| Regno Unito        | 49                |
| Spagna             | 61                |
| Stati Uniti        | 19                |